# Municipio de Ada (Dakota del Norte)
El municipio de Ada (en inglés: Ada Township) es un municipio ubicado en el condado de Dickey en el estado estadounidense de Dakota del Norte. En el año 2010 tenía una población de 51 habitantes y una densidad poblacional de 0,55 personas por km².

## Geografía
El municipio de Ada se encuentra ubicado en las coordenadas 45°58′46″N 98°19′9″O / 45.97944, -98.31917. Según la Oficina del Censo de los Estados Unidos, el municipio tiene una superficie total de 93.2 km², de la cual 93,2 km² corresponden a tierra firme y (0 %) 0 km² es agua.

## Demografía
Según el censo de 2010, había 51 personas residiendo en el municipio de Ada. La densidad de población era de 0,55 hab./km². De los 51 habitantes, el municipio de Ada estaba compuesto por el 100 % blancos. Del total de la población el 1,96 % eran hispanos o latinos de cualquier raza.